# Johann Nepomuk Bachmayr
Johann Nepomuk Bachmayr (* 28. Februar 1819 in Neusiedl an der Zaya; † 23. August 1864 in Wien) war ein österreichischer Dramatiker.

## Leben
Johann Nepomuk Bachmayr war der Sohn des Bauern Matthias Bachmayr (1786–1846) aus Maustrenk bei Mistelbach in Niederösterreich, und dessen Ehefrau Magdalena (geb. Schweinberger) († 1852) aus Neusiedl an der Zaya.
Er immatrikulierte sich zu einem Studium der Rechtswissenschaften an der Universität Wien und promovierte 1849 zum Dr. jur. und war in der Kanzlei des Hof- und Gerichtsadvokaten Dr. Kaizl als Konzipist in Wien tätig.
Alle seine Bemühungen, eine Advokaturs- oder Notarstelle zu erhalten, scheiterten.
Er war 1848, gemeinsam mit M. Bruk, Simon Deutsch, Karl Eduard Hammerschmidt und Gustav Adolph Ungár in dem Komitee, das am 24. April 1848 in Wien in einem Flugblatt dazu aufrief, eine konstitutionell-monarchische Verfassung zu schaffen und den deutschsprachigen Teil Österreichs an Deutschland anzuschließen.
Er betätigte sich als Lyriker und bot in Wiener Zeitschriften und Alben einige seiner Schriften zur Veröffentlichung an, so publizierte er unter anderem 1854 im Österreichisches Frühlings-Album.
1851 veröffentlichte er mit seinem dramatischen Werk Der Trank der Vergessenheit ein Volksdrama in fünf Aufzügen. Er ließ 1860 auf seine Kosten, das Trauerspiel Alfonso drucken. Seine Anstrengungen, Heinrich Laube, den Theaterleiter des Hofburgtheaters, dazu zu bringen, dass das Stück aufgeführt wird, blieben erfolglos.
Am 23. August 1864 verließ er seine Wohnung und kehrte nicht mehr in diese zurück; wenige Tage vorher teilte er einzelnen Freunden brieflich mit, dass er sein Leiden mit seinem Körper in den Wellen der Donau zu begraben hoffte. Er blieb verschollen und sein Leichnam wurde auch später nicht gefunden.
Er pflegte eine enge Freundschaft mit dem Schriftsteller Heinrich Reschauer (1838–1888) und stand mit Gottfried Keller im brieflichen Kontakt, den er bei dessen Aufenthalt 1850 in Berlin kennengelernt hatte. Bei diesem Aufenthalt machte er auch die Bekanntschaft mit dem Literaturhistoriker Hermann Hettner, mit dem er auch später in Verbindung blieb.

## Schriften (Auswahl)
- Der Trank der Vergessenheit. Leipzig, 1851 (Digitalisat).
- Alfonso. Wien, 1860 (Digitalisat).